# 婚神星
婚神星（拉丁語：3 Juno）是人类發現的第三顆小行星，也是小行星帶中最大的小行星之一，是由較重的石質組成的S-型小行星。它在1804年9月1日被德國天文學家卡尔·路德维希·哈丁以一架普通的2英吋口徑望遠鏡發現的，以羅馬神話中位階最高的婚姻之神朱諾來命名。

## 特徵

大小的比較：最大的10顆小行星與月球直徑大小比較，婚神星是由左數起的第三顆

婚神星是質量很大的小行星之一，質量約佔整個小行星帶的1.0%，在大小排序上也在前10名之內。它與司法星爭奪石質的S-型小行星中最大者的榮銜，但最新測量已使婚神星屈居第二。在S-型小行星之中，它有異常的反射率，可能表示它的表面有著不同的性質，它是婚神星族主要的一份子。
婚神星以順行自轉，北極指向黃緯27°，黃經103°(β, λ) = (27°, 103°)，但有10°的晃動（不確定性），自轉軸與黃道夾角達到51°。
光譜研究顯示婚神星表面含球粒隕石的成分，以及普通的石隕石中都有的含鐵矽酸鹽，像是橄欖石和輝石等，可能是球粒隕石的來源。在2001年10月2日於日正當中時，測得的表面最高溫度約為293K，換算可得在日心座標的近日點位置時溫度可以達到301K（28℃）。
紅外線影像揭露在表面可能有直徑達100公里的坑洞或是噴發形狀，應該是在地質學上年輕的衝擊結果。

## 觀測
下面是觀測婚神星的一些里程碑：
婚神星是首顆被觀測到掩星的小行星。在1958年2月19日在SAO 112328前方經過。此後，又觀測了幾次婚神星的掩星，成果最豐碩的是1979年12月11日由18位觀測者共同完成的。
由在火星軌道上環繞的太空船接收婚神星表面的無線電信號回波，以利用婚神星對火星運動造成的微小攝動來估計質量。
詹姆斯·L·希尔顿在1999年的研究認為婚神星的軌道在1839年有微小的改變,「非常幸運的」，這種變動是由於身分尚未獲得確認的小行星經過附近的攝動，而且不可能是由可量度出大小的天體撞擊造成的影響。
1996年，威尔逊山天文台的虎克望远镜使用自适应光学系统拍攝了婚神星的照片，影像超過婚神星的整個自轉週期，顯示不規則的（多塊形）狀與一個黑暗斑點，估計為一個新產生的撞擊痕跡。

## 2005至2021年婚神星視運動狀況
| 留，逆行       | 衝             | 衝日時 地心距離（AU） | 最大亮度 （mag） | 留，順行       | 合日           |
| -------------- | -------------- | --------------------- | ---------------- | -------------- | -------------- |
| 2005年11月2日  | 2005年12月9日  | 1.06025               | 7.5              | 2006年1月16日  | 2005年2月24日  |
| 2007年2月19日  | 2007年4月10日  | 2.13320               | 9.7              | 2007年6月5日   | 2006年9月2日   |
| 2008年4月18日  | 2008年6月12日  | 2.28071               | 10.1             | 2008年8月10日  | 2007年11月14日 |
| 2009年8月15日  | 2009年9月21日  | 1.18972               | 7.6              | 2009年10月31日 | 2009年1月18日  |
| 2011年1月24日  | 2011年3月13日  | 1.78236               | 8.9              | 2011年5月1日   | 2010年7月10日  |
| 2012年3月27日  | 2012年5月20日  | 2.37727               | 10.2             | 2012年7月20日  | 2011年10月23日 |
| 2013年6月14日  | 2013年8月4日   | 1.67506               | 8.9              | 2013年9月21日  | 2012年12月23日 |
| 2014年12月17日 | 2015年2月1日   | 1.33782               | 8.2              | 2015年3月12日  | 2014年4月13日  |
| 2016年3月7日   | 2016年4月28日  | 2.30641               | 10.0             | 2016年6月27日  | 2015年9月28日  |
| 2017年5月9日   | 2017年7月3日   | 2.07904               | 9.7              | 2017年8月27日  | 2016年11月30日 |
| 2018年10月20日 | 2018年11月22日 | 1.03276               | 7.4              | 2018年12月31日 | 2018年2月16日  |
| 2020年2月14日  | 2020年4月4日   | 2.07425               | 9.6              | 2020年5月29日  | 2019年8月25日  |
| 2021年4月14日  | 2021年6月8日   | 2.31368               | 10.1             | 2021年8月6日   | 2020年11月9日  |

## 外部連結
- 威爾遜山天文台胡克望遠鏡拍攝之婚神星影像
- NASA Planetary Data System asteroid data sets
- Shape model deduced from light curve（页面存档备份，存于）

| 前一小行星： (2)智神星 | 小行星列表 | 後一小行星： (4)灶神星 |